# Károlyi Bernát
P. Károlyi Bernát, született: Krausz Ádám (Almáskamarás, 1892. június 19. - Budapest, 1954. március 2.) ferences szerzetespap, a Demokrata Néppárt megválasztott országgyűlési képviselője.

## Élete

### Ifjúkora és szerzetesi tevékenysége
Már elemi iskolájának elvégzése után az egyházi hivatást választotta magának, így a Collegium Seraphicumba, a pécsi ferences kollégiumba jelentkezett. 1913-ban tett örökfogadalmat Gyöngyösön. Szerzetesként kapta a Bernát nevet. 1915 januárjában szentelte pappá Szmrecsányi Lajos egri érsek. Papi szolgálatának első állomása Baja volt, hitszónokként majd kollégiumi helyettes prefektusként dolgozott. Aktív egyházközösségi életet élt, több vallási társulat vezetője volt.
Az első világháború idején, 1916-1918 között Budapesten és Szécsényben teljesített tábori lelkészi szolgálatot. 1918. után dolgozott Szatmárnémetiben, majd Dunaföldváron, Jászberényben valamint Kecskeméten, az utóbbi állomáshelyein a helyi ferences kolostorokban élt.
1929-ben önkéntes hittérítő munkát vállalt, a kínai Paokingba utazott. (Paoking ugyanis egy Apostoli Prefektúra, egy missziós terület központja volt.) Kint missziós iskolát alapított és kétezer szavas kínai-magyar szótárat szerkesztett. Hét évre rá, 1936-ban fáradozásai elismeréseként a terület generális helyettesének nevezték ki, azonban 1938-ban betegség miatt haza kellett térnie. Magyarországra magával hozott egy kínai árvát, akivel járva az országot adományokat gyűjtött a kínai misszió javára. (A kínai árvából, Siao Tamásból később ferences novícius lett, a szerzetesrendek feloszlatása idején Amerikába menekült, később Károlyi Bernát unokahúgát vette el.)
Visszatérése után első állomáshelye Vác lett, ott vikárius volt és a ferences nyomda igazgatója. 1939-ben aztán a pasaréti kolostorba helyezték át, helyettes házfőnöki kinevezést kapott, valamint szerkesztője lett az Isten dalosai című ferences missziós lapnak. 1941-ben a kecskeméti rendházba került át, mert megválasztották a helyi kolostor házfőnökének. A második világháború után, 1946-ban került vissza Pasarétre, ott is házfőnöki megbízatással. Ottani szolgálati ideje alatt létesült a Ferences Missziók Központi Székháza.

### Közéleti szerepvállalása
A politikai folyamatokba a súlyos, nyilasok uralta időben kapcsolódott be. A kecskeméti rendházban embermentő tevékenységet végzett. A nyilasok elől bújkáló katonatiszteket, civileket és származásuk miatt üldözötteket egyaránt rejtegetett. A náci zsidópolitikával teljesen szembehelyezkedett. Nem mondott fel a kolostor egyes helyiségeit bérlő zsidóknak, keresztelt zsidó állampolgárokat, hamis dokumentumokkal látta el őket, sőt, ferences rendruhába is öltöztetett egyes menekülteket. Ferences házfőnökként bejárt a kecskeméti gettóba, az elhurcolás idején a vagonokat is látogatta.
A nyilas hatalom múlásával és az orosz front közeledésével lényegében Károlyi Bernát igazgatta a várost, mert a városi elöljáróságok elmenekültek. Segítette a délvidéki menekültek ügyét. Szembehelyezkedett a megjelenő szovjet és kommunista propagandával, ezért a szentmisék prédikációiban elmondottak miatt "demokráciaellenességgel" vádolták meg és pár napra letartóztatták. A helyi népügyészség végül szabadon bocsátását rendelte el.
A pártpolitikába 1947-ben kapcsolódott be. Indult ugyanis az 1947. augusztus 31-i országgyűlési választásokon a Demokrata Néppárt színeiben, és a pest-pilis-solt-kiskuni és a bács-bodrogi választókerületben mandátumot nyert. Az Országgyűlés összeülése másnapján azonban lemondott megbízatásáról, mert egyházi felettesei (Pétery József váci püspök és a ferences rend provinciálisa) nem járultak hozzá nyílt pártpolitikai szerepvállalásához.

### A diktatúra idején
1949-ben a népügyészség egy 1946-os lajosmizsei beszéde miatt a "demokratikus államrend és vezetői, a földbirtokreform és a zsidó felekezet elleni izgatás" címén hét hónapi börtönre ítélte. Ekkor még a megfellebbezés megmentette, de ugyanezen év november végén az ÁVH mégis letartóztatta immár teljességgel koholt vádak alapján (kémkedéssel gyanúsították állítólagos angol kapcsolatai miatt). Egy ideig Vácra internálták majd a Gyűjtőfogházba hurcolták. Az elszenvedett kínzások és az embertelen körülmények miatt kiújult betegsége, a rabkórházban hunyt el. Holttestét - amelyet ma is keresnek - feltehetően a kommunista diktatúra számos más áldozatával együtt a 301-es parcellában temették el.

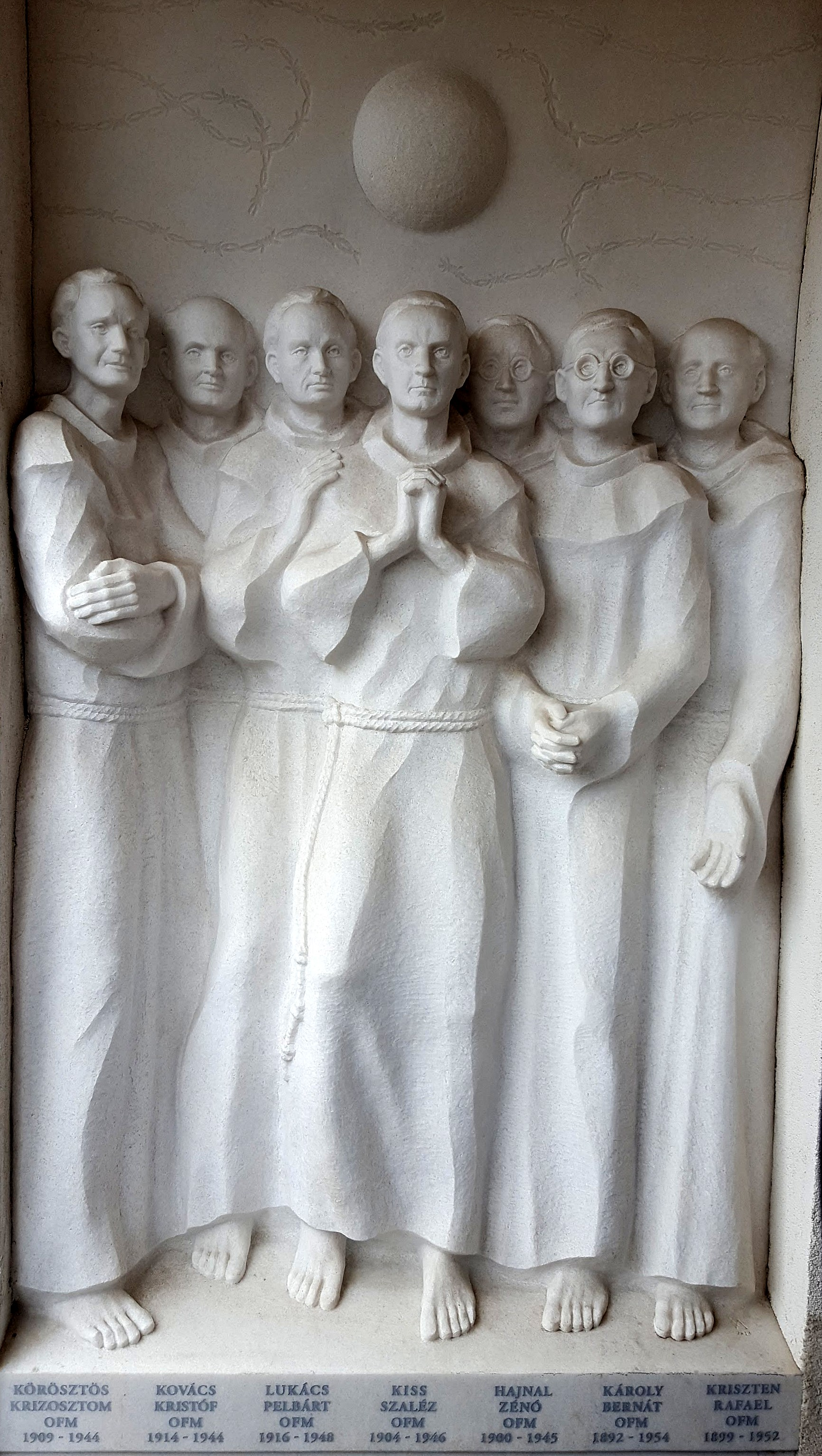
Hét ferences vértanúnak (Károlyi Bernát, Körösztös Krizosztom, Kovács Kristóf, Hajnal Zénó, Kiss Szaléz, Lukács Pelbárt, Kriszten Rafael) emléket állító dombormű a budapesti Tövis utcai templom falában.

### Emlékezete
A katolikus egyház erényes és érdemekben gazdag életútja miatt kezdeményezte boldoggá avatását hat ferences vértanú társával együtt (Károlyi Bernát mellett: Körösztös Krizosztom, Kovács Kristóf, Hajnal Zénó, Kiss Szaléz, Lukács Pelbárt, Kriszten Rafael).
A Holokauszt idején végzett embermentő tevékenységéért a magyarországi rabbi kar a holokauszt 60. évfordulóján, 2004-ben, emlékfát ültetett emlékére a kecskeméti ferences templom kertjében. 2013. augusztus 30-a óta az almáskamarási általános iskola Károlyi Bernát nevét viseli.

## Művei
- Magyar ferencesek Kína felé. Egy misszionárius utinaplója. 1.; Ferences Missziók Országos Ügyvivősége, Bp., 1942 (Ferences világmissziók)
- Magyar ferencesek Kína felé. Egy misszionárius utinaplója. 2. r., Shanghai-Yungchow; Ferences Missziók Országos Ügyvivősége, Bp., 1942 (Ferences világmissziók Beszámolók és elbeszélések)
- Magyar ferencesek Kína felé. Egy misszionárius utinaplója. 3. r., Jungchow. Kínai világszemlélet és a kínai nyelv; Ferences Missziók Országos Ügyvivősége, Bp., 1944 (Ferences világmissziók)

## Külső hivatkozások
- P. Károlyi Bernát szócikk. Kereszténydemokrácia Tudásbázis, Barankovics István Alapítvány Archiválva 2014. március 20-i dátummal a Wayback Machine-ben
- Károlyi Bernát szócikk. Digitális Adatbázis, História
- Az evangélium forradalmára volt. Magyar Kurír
- Mindenkor az üldözöttek menedéke volt. Ferencesek.hu
- A ferences, akit ávósok kínoztak halálra. Mindennapi.hu Archiválva 2014. december 15-i dátummal a Wayback Machine-ben